# Тритон Ланца
Тритон Ланца (лат. Lissotriton lantzi) — вид гладких тритонов, ранее рассматривавшийся как подвид обыкновенного тритона. Назван в честь французского герпетолога Луи Амеде Ланца, исследовавшего Кавказ и собравшего типовой экземпляр вида.

## Внешний вид
Общая длина тела взрослых особей составляет 5,6—9,2 см, притом около половины этой длины составляет хвост. От обыкновенного тритона отличается меньшим размером тела, более низким размером гребня у самцов, более заострённым концом хвоста, угловатой формой тела в поперечном сечении и более развитыми перепонками на пальцах задних лап самцов.

## Распространение
Является реликтовым эндемиком Кавказа. Распространён в России (Краснодарский и Ставропольский края, Дагестан, Карачаево-Черкессия, Чечня, Ингушения, Северная Осетия, Адыгея), Грузии, Армения, а также в частично признанных Абхазии и Южной Осетии. Известны две изолированные популяции в Азербайджане в окрестностях Ленкорани и в Али-Байрамлинском районе. Ареал в целом сильно фрагментирован.

## Образ жизни
Предпочитает широколиственные леса, в отличие от обыкновенного тритона, предпочитающего хвойные. Может населять и ландшафты, образовавшиеся на месте леса, такие как заросли кустарников, парки, сады, луга и сельскохозяйственные угодья.
Размножение и развитие происходит в мелких прудах и озёрах с богатой травянистой растительностью, временных и мелких слабопроточных водоёмах. В одном водоёме может находиться до нескольких тысяч особей. Весной самцы устраивают перед самками брачные танцы, в ходе которых они совершают волнообразные движения хвостом более частые, чем у обыкновенного тритона. После самцы выбрасывают сперматофор, подбираемый самками. Икра откладывается на глубине около 5 см, иногда глубже. Через 1—3 недели из яиц выходят личинки длиной 5—7 мм. В течение 1,5—3 месяцев личинки питаются водными беспозвоночными. С июня по сентябрь, реже до октября—ноября происходит метаморфоз. Сразу после него сеголетки достигают общей длины тела 1,8—3 см. В Абхазии известны популяции тритонов, состоящие из неотенических и нормальных особей.
Взрослые особи питаются различными беспозвоночными. Из водоёмов уходят обычно сразу после икрометания, хоят могут оставаться там до конца лета или даже до ноября. На Черноморском побережье могут проводить круглый год в водоёмах. В октябре—ноябре тритоны уходят на зимовку, которая проходит на суше в норах грызунов, под камнями или среди листового опада группами по 5—10 особей. Выход из зимовки наблюдается в марте, иногда в апреле.

## Природоохранный статус
Занесён в Красную книгу России (категория 2).